# 第一量子礦業
第一量子礦業（First Quantum Minerals）是總部位於加拿大多伦多的礦業公司，主要采集铜矿。在贊比亞、剛果民主共和國、毛里塔尼亞和芬蘭等多國有採礦業務。

## 外部連結
- First Quantum Minerals - official site （页面存档备份，存于）
- SEDAR profile （页面存档备份，存于）